# Seznam chodníků slávy

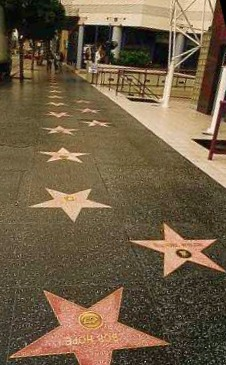
Pohled na Hollywoodský chodník slávy

Seznam známých chodníků slávy:

## Severní Amerika
- Hollywoodský chodník slávy – Los Angeles, Kalifornie, Spojené státy americké
- Kanadský chodník slávy – Toronto, Ontario, Kanada

## Asie
- Hongkongský chodník slávy – Hongkong, Čína

## Evropa
- Canneský chodník slávy – Cannes, Provence-Alpes-Côte d'Azur, Francie
- Aleje Gwiazd (Aleje hvězd)

## Česko
- Brněnský chodník slávy – před Městským divadlem
- Bítešský chodník slávy – před restaurací u Raušů
- Český chodník slávy – okolí Brna
- Chodník slávy SK Slavia Praha – Eden Aréna, Praha
- Zlínský chodník slávy – Zlín

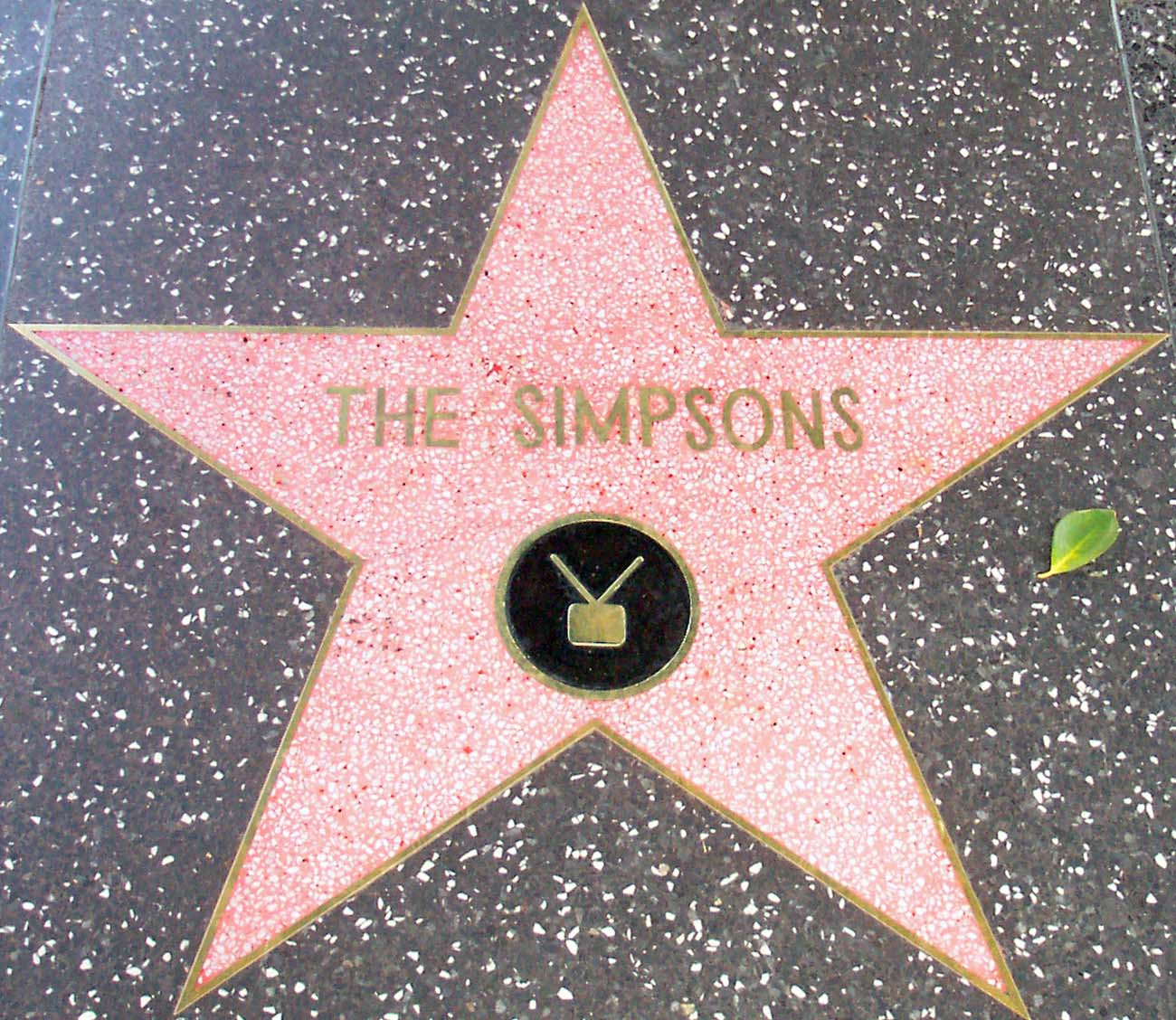
Jedna z mnoha hvězd na Hollywoodském chodníku slávy
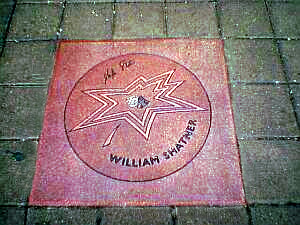
Jedna z mnoha hvězd na Kanadském chodníku slávy
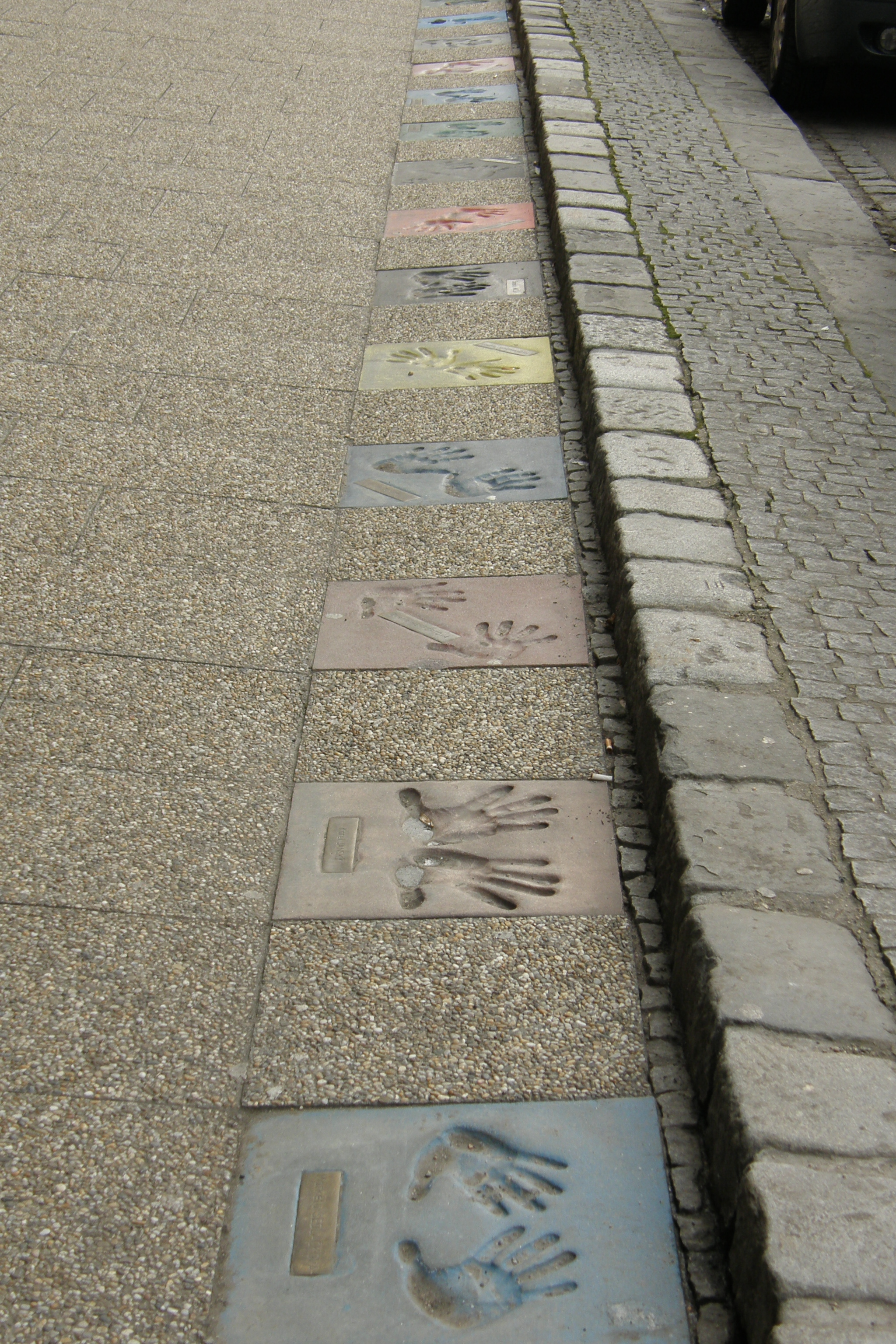
Brněnský chodník slávy